# Siège de Caizhou
Invasion mongole de la dynastie Jin et Guerres entre les dynasties Jin et Song
Batailles
Bataille de Yehuling - Bataille de Zhongdu (en) - Siège de Kaifeng - Siège de Caizhou
Le siège de Caizhou qui se déroule entre 1233 et 1234, oppose les Jürchens de la dynastie Jin aux forces alliées de l'Empire mongol et la Dynastie Song. Ce fut la dernière bataille majeure de la conquête Mongole de la dynastie Jin.
Les combats entre les deux empires avaient débuté en 1211, lorsque les Mongols avaient lancé leur première invasion de l'empire Jin sous le commandement de Gengis Khan. Zhongdu, la capitale des Jin, a été assiégée en 1213, avant d’être conquise par les Mongols en 1215. Durant les années qui suivent, la dynastie Jin déplace sa capitale à Bianjing,. Ögedei Khan, le fils et successeur de Gengis Khan, prend pouvoir après la mort de son père en 1227, et relance la guerre contre les Jin durant les années 1230. l'Empereur Aizong de la dynastie Jin s'enfuit quand les Mongols assiègent Bianjing. le 26 février, 1233, il atteint Guide, puis Caizhou,, le 3 août. Les Mongols arrivent à leur tour à Caizhou en décembre, 1233. La dynastie Song, qui avait repoussé la demande d'aide de l'Empereur Aizong, décide de s'allier aux Mongols pour porter le coup de grâce à son vieil ennemis, malgré les avertissements d'Aizong qui prédit que la dynastie chinoise sera la prochaine cible de l'Empire Mongol.
Dans un premier temps, l'empereur Aizong essaye de s'échapper, mais finit par se suicider, quand il comprend qu'il n'y a plus aucun moyen de sortir de Caizhou. Le 9 février 1234, juste avant de mourir, il abdique et laisse son trône à Wanyan Chenglin, un général qui fait partie du clan impérial, qui devient l'empereur Jin Modi. Caizhou tombe le jour même face à la double attaque des Mongols et des Song, et Modi meurt au cours des combats, mettant ainsi fin à un règne qui a duré moins d'une journée. La dynastie Jin prend fin avec la chute de Caizhou. Les Song tentent de tirer profit de la destruction des Jin en envoyant une armée annexer la province du Henan, mais cette attaque échoue et les troupes chinoises sont repoussées par les Mongols.